# ارتش انقلابی خلق
ارتش انقلابی خلق (به انگلیسی: People’s Revolutionary Army) ارتش گرنادا بین سالهای ۱۹۷۹ تا ۱۹۸۳ بود. این ارتش عمدتاً متشکل از نیروهای مجهزی از شوروی، چین و چکوسلواکی بود. 